# (35279) 1996 SR
1996 أس أر (ويعرف أيضًا باسم (35279) 1996 أس أر وفق تسمية الكوكب الصغير) (بالإنجليزية: 1996 SR)‏ هو كويكب ضمن حزام الكويكبات؛ وترتيبه 35279 من حيث الاكتشاف.
اكتُشف هذا الجُرم الفلكي بواسطة George R. Viscome ‏ في 20 سبتمبر 1996.

## وصلات خارجية
- (35279) 1996 SR في قاعدة بيانات مختبر الدفع النفاث لأجرام النظام الشمسي الصغيرة

- الاكتشاف · مخطط المدار ·  العناصر المدارية · المعلمات المادية

- (35279) 1996 SR على موقع ويكي سكاي: DSS2, SDSS, GALEX, IRAS, Hydrogen α, X-Ray, Astrophoto, Sky Map, Articles and images